# ヴェスヴィオ
ヴェスヴィオ山（伊: Il monte Vesuvio）は、イタリア・カンパニア州にある火山。ナポリから東へ約9kmのナポリ湾岸にある。現在は噴火していないが監視体制が敷かれている。日本ではベスビオ山、ベスビオス火山、ヴェスヴィオス火山とも呼ばれることがある。
狭義のヴェスヴィオ山は、ソンマ山（1,132m）とよばれる外輪山が取り巻いた標高1281メートルの複合成層火山。英語からヴェスヴィアス、ラテン語からウェスウィウス、ヴェスヴィウスとも呼ばれる。イタリア語の発音をカタカナ表記すると「ヴェズーヴィオ」となる。ローマ人にとっては紀元前73年に剣闘士スパルタクスが仲間とともに立て籠もった山として記憶されていた。

## 歴史
ヴェスヴィオ火山は、約3.9万年前に発生しネアンデルタール人の急激な減少を起こした可能性があるカンピ・フレグレイのカンパニアン・イグニンブライト後に活動を開始した。この火山体はソンマ山と呼ばれる。現在山体北側に見られる外輪山はこの時代のもので、ソンマ・カルデラとも呼ばれる。約2.2万年前のバーザル軽石を噴出したプリニー式噴火 (VEI-5)によってソンマ山体西側にカルデラが形成された。以後形成された火山体をヴェズヴィオ山という。その後、1.9万年前に準プリニー式・9700年前・4300年前にプリニー式のVEI-5の噴火が発生し、カルデラは更に拡大した。また、4300年前の噴火以降ブルカノ式噴火やストロンボリ式噴火の頻度が増加した。79年のプリニー式噴火 (VEI-5)で、カルデラ内に現在の山頂にあたる中央火口丘が形成され、現在みられるヴェズヴィオ山の外観が完成した。
紀元前217年にも大規模な噴火を起こしている。62年2月5日に、「ポンペイ地震」と呼ばれる大地震があり、付近の町に大損害を与えた。それ以後微地震が続いた。皇帝ネロは復興に国を挙げて取り組み、純ローマ風の街（ポンペイ）として再建した。
79年のヴェスヴィオ噴火が特に有名であり、この時の火砕流でポンペイ市を、土石流でヘルクラネウム（現エルコラーノ）を埋没させた。この噴火について、学者大プリニウスが死んだ日の様子を甥の小プリニウスが友人タキトゥスに語った書簡がその書簡集に含まれており、その詳細な描写から、ヴェスヴィオ山のように大量の軽石や火山灰を高く噴き上げる大規模な噴火をプリニー式噴火と呼ぶようになった。以降数十回の噴火を繰り返している。なお、79年の噴火は小プリニウスの書簡から8月24日に発生したと長年信じられてきたが、2018年にポンペイ遺跡の第5区画と呼ばれる区画の発掘調査で発見された館の壁に書かれた文章から、実際は10月頃に噴火した可能性が出ている。
以降の記録では432年にもVEI-5の準プリニー式噴火があり、また1631年12月16日には432年とほぼ同規模のVEI-5の噴火が発生し、約3,000人が死亡した。また1822年には噴煙を14km噴き上げている。1906年4月7日にも噴火を起こしており、降灰などにより約300人の死者を出している。この噴火はイタリアの経済を圧迫し、1908年のオリンピックの開催地をローマからロンドンに変更させる要因にもなった。最も新しい噴火は1944年3月22日のもので、サン・セバスティアーノ村を埋没させた。その後、ヴェスヴィオ山は噴火していない。
1841年、ヴェスヴィオ山に世界で最初の火山観測所が創設された。ちなみに、日本で最初の火山観測所が設置された火山は浅間山である。

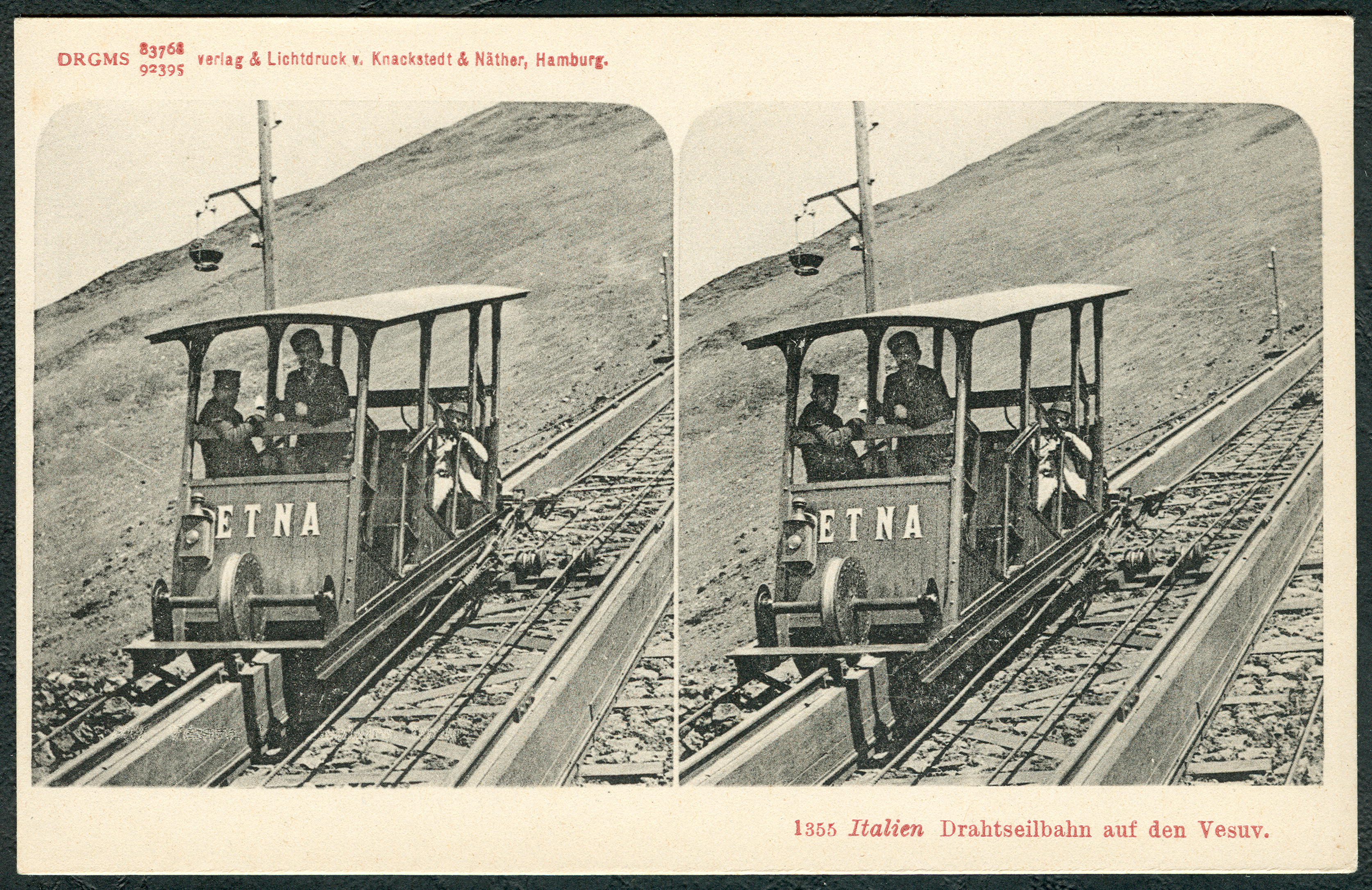
ヴェズヴィアナ鋼索線のステレオグラム

1880年には山麓から火口まで登山電車（フニコラーレ）の「ヴェズヴィアナ鋼索線」が開通した。これを記念して作られた歌（いわゆるコマーシャルソング）が「フニクリ・フニクラ」である。この登山電車は前述の1944年の噴火で破壊された。その後ケーブルカーはリフトに替わったが、多数の観光客に対応するため道路が整備され、リフトは1984年に廃止された。
国立公園になっており、火口縁には遊歩道がある。駐車場から頂上まで往復2時間かかる。

## 生物圏保護区
ヴェスヴィオ山、ソンマ山および付近のナポリ湾岸一帯は伝統的な農業地帯で、果物、ブドウ、花きの生産が盛んである。植物相は典型的な地中海性のもので、オウシュウシラカンバ、モエジマシダなど1,000種以上の植物が生えている。動物相は相対的に乏しいが、渡り鳥の中継地と休息地であるほか、ヨーロッパノスリ、アカギツネ、アナウサギなどが生息している。
ヴェスヴィオ山を含む一帯は1997年にユネスコの生物圏保護区に登録された。なお、古代遺跡が分布する「ポンペイ、ヘルクラネウム及びトッレ・アンヌンツィアータの遺跡地域」は同年にユネスコの世界遺産にもなった。

## その他
- ヴェスヴィオ山は、東京ディズニーシーの中央部に聳えるシンボル的存在であるプロメテウス火山のモデルとなっている。
- ヴェスヴィオ山は、マグマが石灰石の地層を通って反応するため、火山噴出物として多数の珍しい鉱物を産出する。ベスブ石、ヒューム石などの鉱物はヴェスヴィオ山の火山噴出物から発見されている。

## ギャラリー

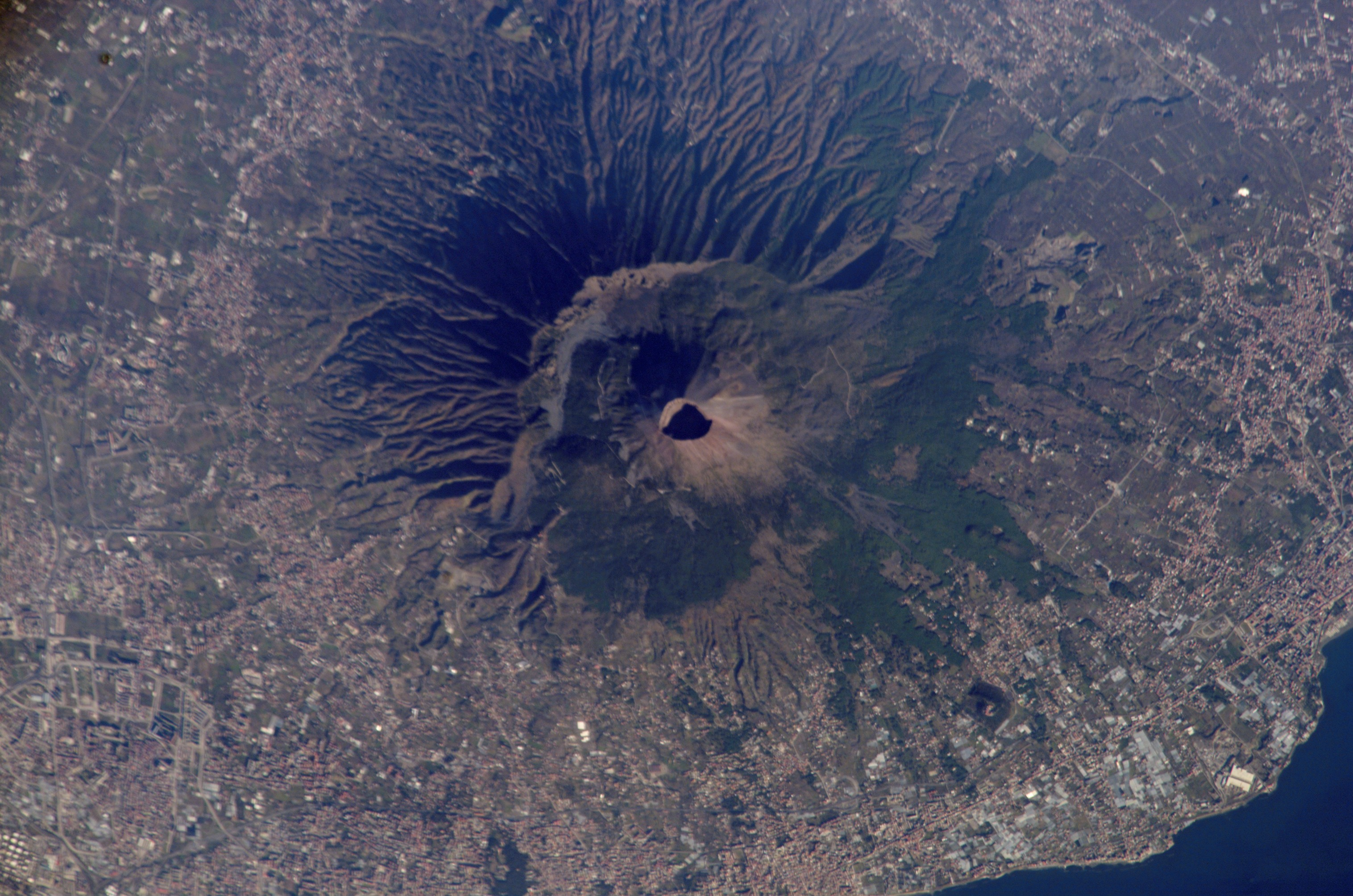
衛星写真
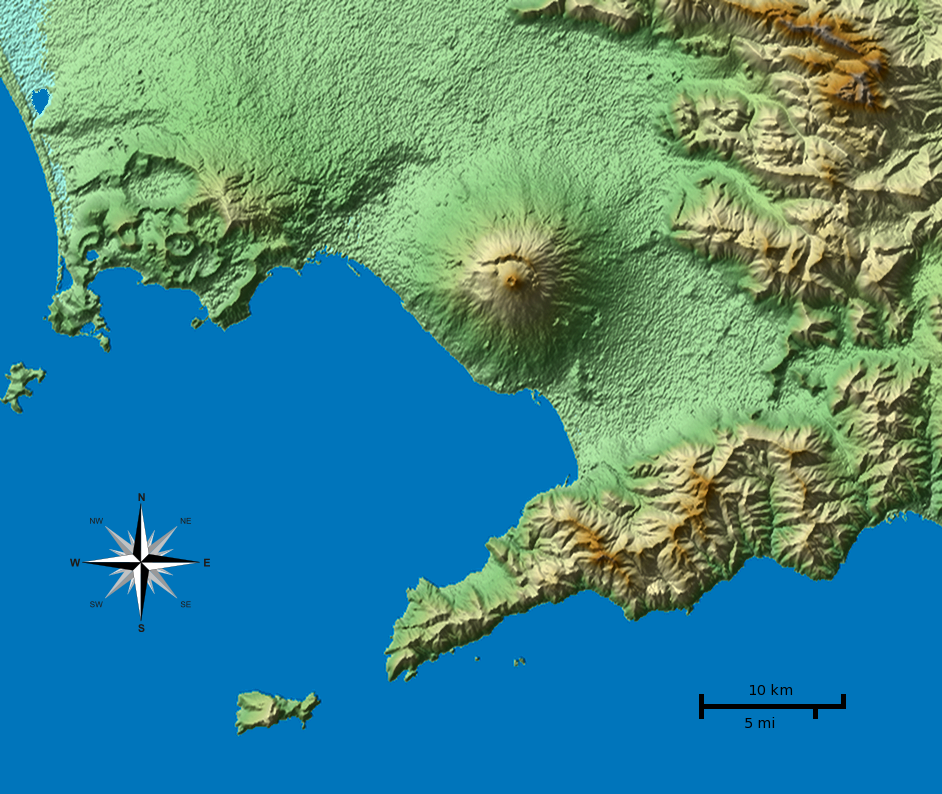
地形図
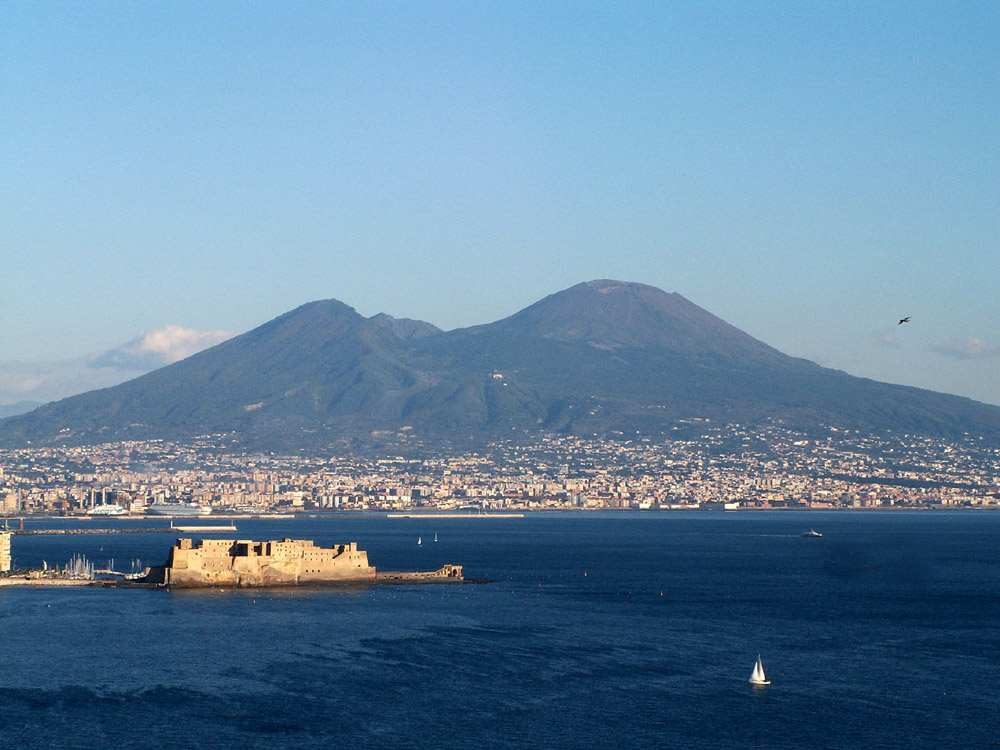
西より
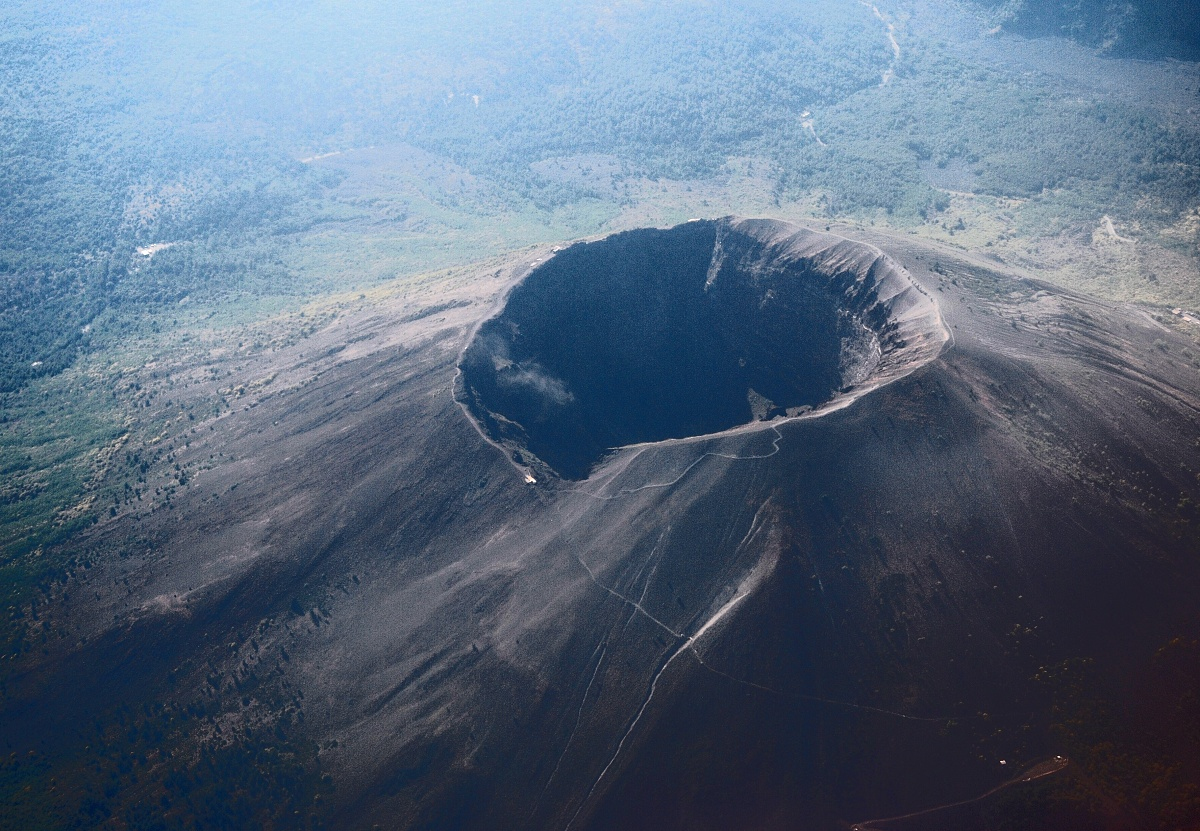
火口
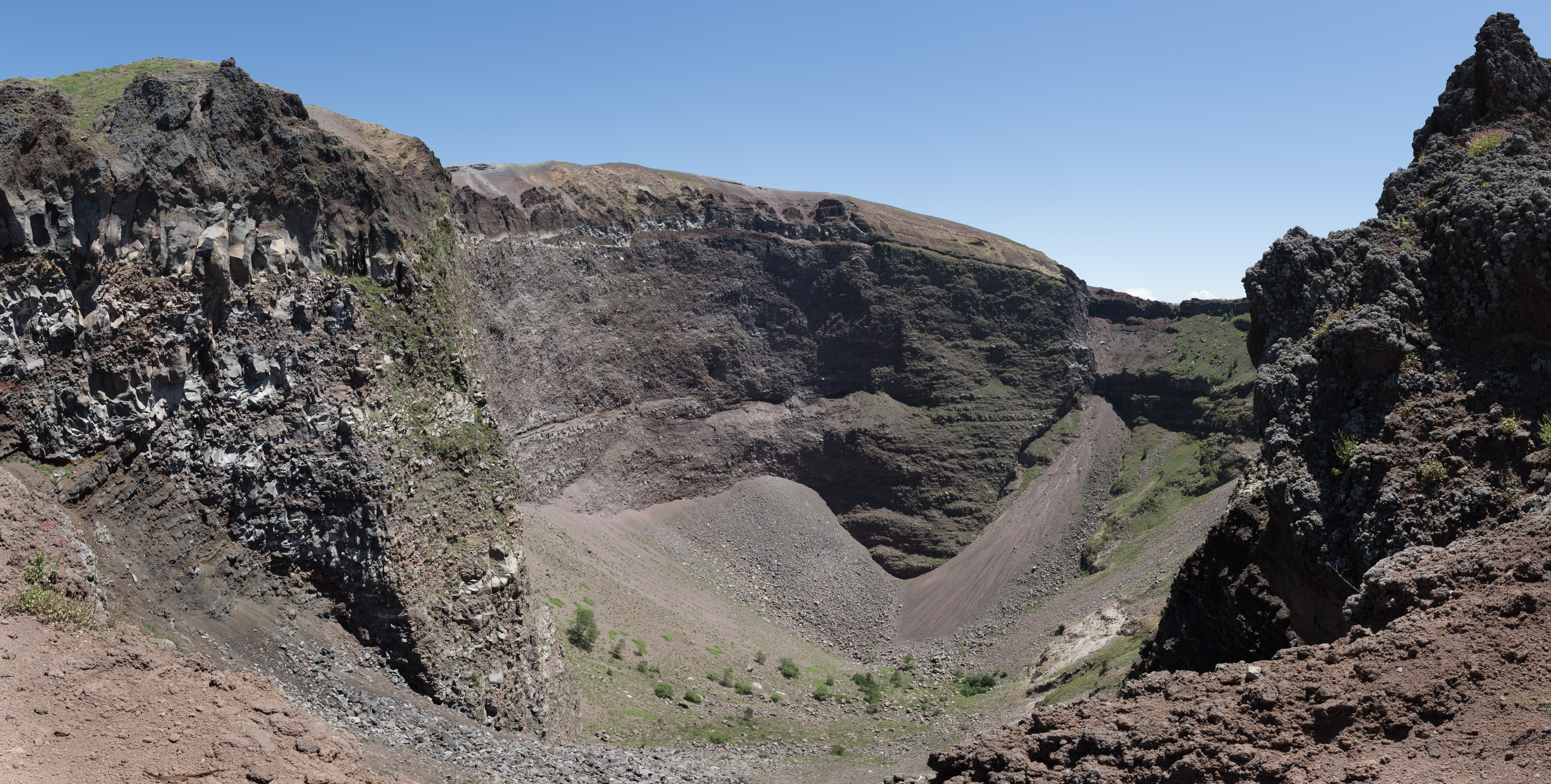
火口内
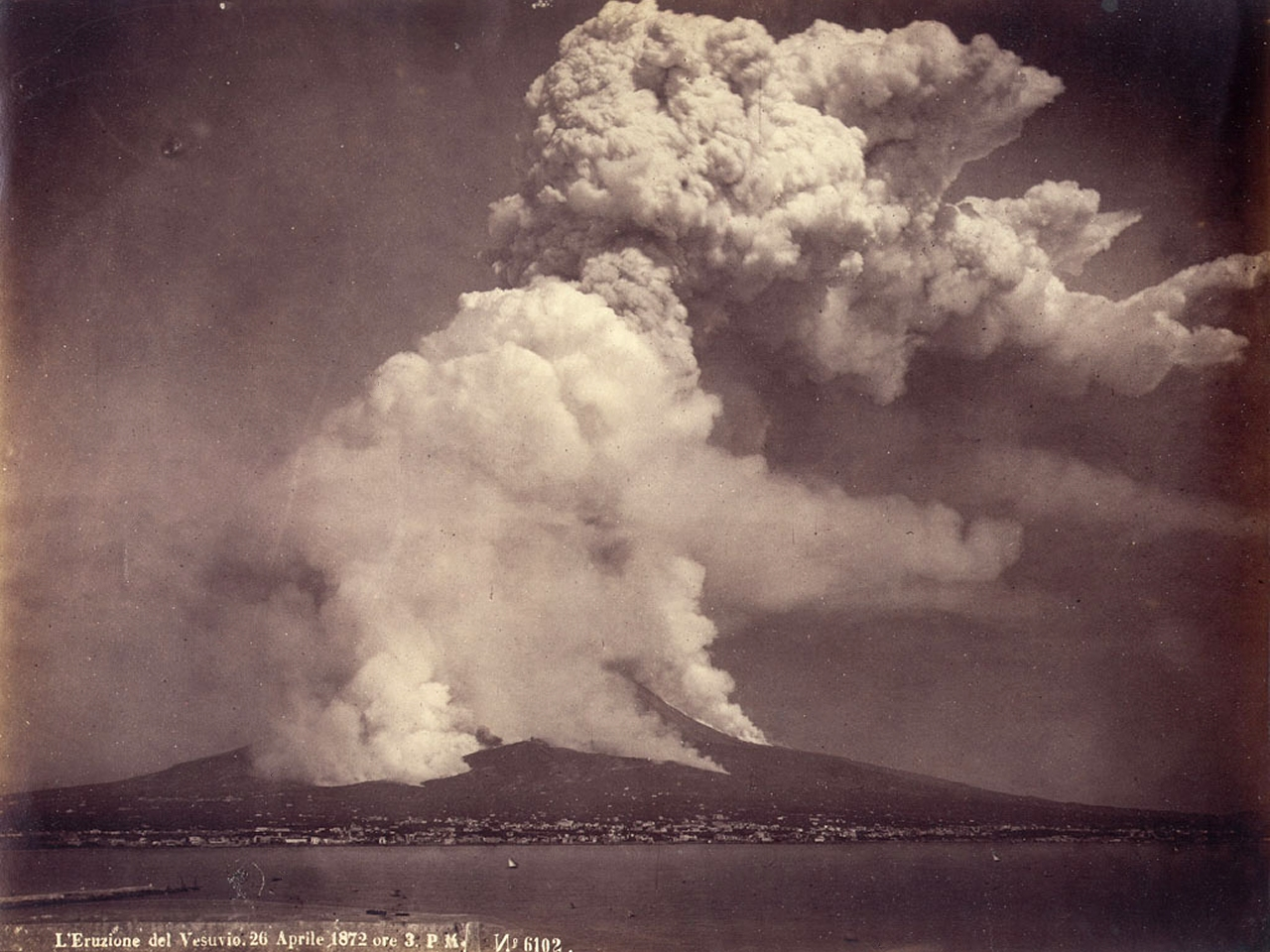
1872年4月
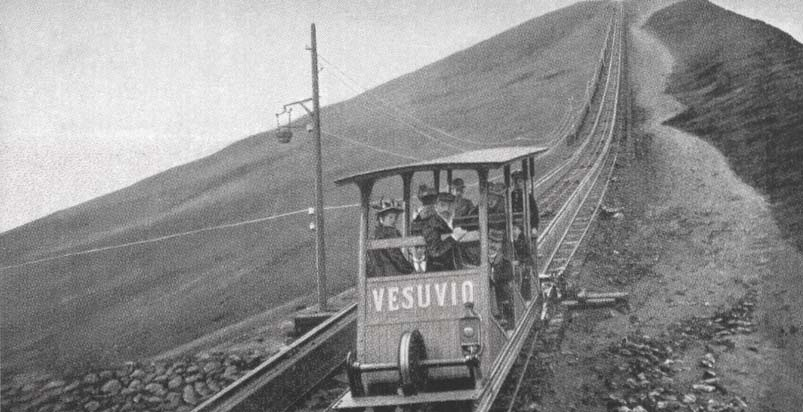
ヴェズヴィアナ鋼索線
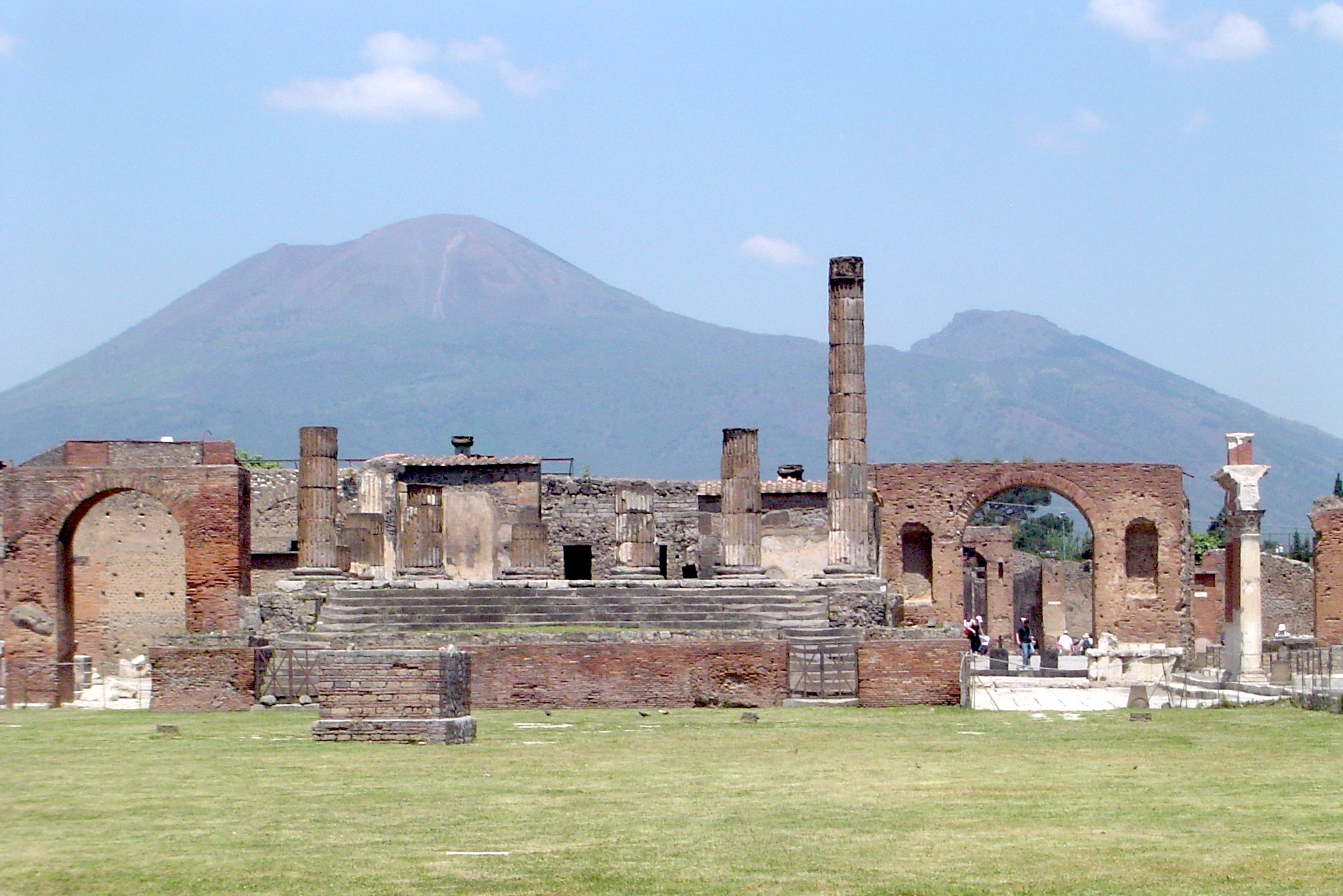
ポンペイ遺跡から